# Edmund, 1. jarl af Lancaster
Edmund Krogryg, 1. jarl af Lancaster (født 16. januar 1245, død 5. juni 1296) var en engelsk prins fra Huset Plantagenet.

## Forældre
Edmund Krogryg var søn af Eleonora af Provence og kong Henrik 3. af England. Han var bror til kong Edvard 1. af England (Edvard Langben) og flere andre.  

## Familie
Edmund Krogryg blev gift to gange. Hans anden hustru var en sønnedatter af kong Ludvig 8. af Frankrig. I sit andet ægteskab fik han tre sønner, og de to ældste kom til at efterfølge deres far som jarler af Lancaster. 

## Franske og engelske len
Sammen med sin bror deltog Edmund Krogryg i det 9. korstog, der havde Palæstina som mål. Han gjorde forgæves krav på tronen i Kongeriget Sicilien.
I Frankrig regerede Edmund Krogryg i provinsen Champagne og i området Brie.
I England blev Edvard jarl af Lancaster, Leicester og Derby.  
I 1351 blev hans efterfølgere ophøjede til hertuger af Lancaster. Som Huset Lancaster deltog de i Rosekrigene i 1455–1487. 
I slutningen af sit liv var Edmund Krogryg øverstkommanderende for englænderne i Hundredårskrigen. I 1296 døde han i Bayonne i Guyenne. Han begravet i Westminster Abbey senere samme år. 

## Huset Lancaster
Edmund Krogryg blev én af forfædrene til Huset Lancaster.